# Amor sem Fim (álbum de Banda Calypso)
Amor sem Fim é o oitavo álbum de estúdio e décimo terceiro de carreira da banda brasileira Calypso, lançado em 11 de fevereiro de 2009. Esse projeto contém a participação especial dos levantadores de toadas David Assayag e Edilson Santana, da dupla Edu & Marquinhos Maraial e Yasmin; essa última, filha de Joelma e Chimbinha.
Amor sem Fim traz uma música cristã "Jesus Me Abraçou" e uma faixa em homenagem à Amazônia, "Chama Guerreira", além de "Luz de Deus", que relata o diálogo entre mãe e filha. Neste disco a banda se afasta da batida do calypso e parte para outros ritmos como cúmbia, merengue, lambada, e também suas baladas românticas que nunca estão fora de seus discos. Foi indicado ao Grammy Latino, onde concorreu ao prêmio de Melhor Álbum de Música Regional ou de Raízes Brasileiras, mas perdeu a vitória para a cantora Elba Ramalho com o disco Qual o Assunto Que Mais Lhe Interessa?. Quatro singles foram liberados para sua promoção; "Vida Minha" — que esteve presente em diversas paradas estaduais, regionais e nacionais —, "Xonou Xonou" e "Chá de Maracujá".

## Faixas
O álbum foi inteiramente produzido por Chimbinha.
| N.º            | Título                                                    | Compositor(es)                               | Duração |  |
| 1.             | "Xonou, Xonou"                                            | Edu Luppa Marquinhos Maraial                 | 3:40    |  |
| 2.             | "Nossa História Acabou"                                   | Edu Luppa Marquinhos Maraial                 | 3:21    |  |
| 3.             | "Vida Minha"                                              | Edu Luppa Marquinhos Maraial                 | 3:11    |  |
| 4.             | "Ardendo de Amor"                                         | Elias Muniz                                  | 3:11    |  |
| 5.             | "Fazer o Que?"                                            | Edu Luppa Marquinhos Maraial                 | 3:09    |  |
| 6.             | "Chama Guerreira" (part. David Assayag & Edilson Santana) | Edilson Morenno Tonny Brasil Luis Nascimento | 3:36    |  |
| 7.             | "Domingo a Domingo" (part. Edu & Maraial)                 | Edu Luppa Marquinhos Maraial                 | 3:20    |  |
| 8.             | "Amor Sem Fim"                                            | Beto Caju Jairon Neves                       | 3:24    |  |
| 9.             | "Minha Estrela"                                           | Isac Maraial Luizinho Lino                   | 3:33    |  |
| 10.            | "Me Sinto Só"                                             | Edu Luppa Marquinhos Maraial                 | 3:32    |  |
| 11.            | "Menina do Interior"                                      | Kim Marques                                  | 2:59    |  |
| 12.            | "Amor Com Amor Se Paga"                                   | Edu Luppa Marquinhos Maraial                 | 3:19    |  |
| 13.            | "Chá de Maracujá"                                         | Marquinhos Maraial Lino                      | 3:24    |  |
| 14.            | "Falso Amor"                                              | Morenno Nascimento Paulo Madona              | 3:36    |  |
| 15.            | "Sem Direção"                                             | Lino Marquinhos Maraial Tivas Edu Luppa      | 3:56    |  |
| 16.            | "Luz de Deus" (part. Yasmin)                              | Elias Muniz                                  | 3:05    |  |
| 17.            | "Jesus Me Abraçou"                                        | Josiel Carvalho                              | 2:49    |  |
| Duração total: | Duração total:                                            | Duração total:                               | 57:08   |  |